# Паркошув
Паркошув (пол. Parkoszów, нім. Urbanstreben) — село в Польщі, у гміні Болеславець Болеславецького повіту Нижньосілезького воєводства.
Населення — 118 осіб (2011).
У 1975-1998 роках село належало до Єленьоґурського воєводства.

## Демографія
Демографічна структура станом на 31 березня 2011 року:
|          | Загалом | Допрацездатний вік | Працездатний вік | Постпрацездатний вік |
| -------- | ------- | ------------------ | ---------------- | -------------------- |
| Чоловіки | 60      | 12                 | 45               | 3                    |
| Жінки    | 58      | 11                 | 32               | 15                   |
| Разом    | 118     | 23                 | 77               | 18                   |